# 天使演唱會
《天使演唱會》是日本工畫堂工作室於2001年1月19日發行的音樂冒險遊戲，PlayStation 2、Xbox版於2003年3月13日發售。逆移植版《天使演唱會Encore》（エンジェリック・コンサート アンコール）於2004年12月3日發售。
故事敘述想成為音樂家的一對青梅竹馬，為了參加一年一度在王都舉行的音樂會，而離開故鄉，旅行前往王都，一路上經歷的冒險遊戲。
遊戲中途的選擇項目會影響女角的好感度及前進的關卡，每一關需要用鍵盤彈奏歌曲(除非設定成自動演奏)，評價達到第4級便可過關，否則會要求重彈或回到主標題畫面。玩家可自行設定彈奏難度，Easy只需彈奏4個鍵，Noraml為8個，Hard則高達30個。
工畫堂其後推出的音樂冒險遊戲有『AS～天使小夜曲（AS～エンジェリックセレナーデ）』及『交響樂之雨』。

## 歷史
- 2001年1月19日：天使演唱會 PC日文版發售。[1]
- 2001年12月15日：天使演唱會 PC繁體中文版發售（大宇資訊代理）。[2]
- 2003年3月13日：天使演唱會 PS2、XBOX版發售（PS2版新增人物莉安，XBOX版新增人物畢雅拉，各追加三首新曲）。
- 2003年4月2日：相關CD Angelic Concert Vocal Collection發售。[3]
- 2004年12月3日：天使演唱會Encore（Angelic Concert Encore）發售（合併了PS2及XBOX版的人物、歌曲、劇情）。
- 2005年6月22日：天使演唱會Encore 繁體中文版《天使協奏曲Encore》發售（光譜資訊代理）。[4]

## 人物
高吉·史多法特（Kauzy Stufato）
遊戲的主人翁，玩家扮演的16歲少年。和瑟菲是從小長大的青梅竹馬，擅長演奏魔法樂器符德魯琴。
瑟菲·史威尼（Saphy Sweenie，聲：堀江由衣）
夢想成為歌姬的16歲少女，玩家的旅伴。她的歌聲具有不可思議的力量。
克麗儂·利巴雷（Klinon Rivale，聲：田村由香里）
出身名門貴族的10歲少女，為了參加王都的歌唱比賽，與管家蓋雷森一起旅行。
蓋雷森·比斯特克
利巴雷家的管家，擔任克麗儂唱歌時的演奏，克麗儂稱他為「老爺子」。
可可娜･裘特（Cocona Cute，聲：麻績村真由子）
經常出現在高吉和瑟菲前的神秘少女，但原來是傳說中像慧星般一下出現成名，一年後又突然引退的歌姬。
莉安･愛爾薩斯（Leann Elsas，聲：水樹奈奈）
倔強又有點任性的謎樣少女，真正身份是風之國飛魯拉達的第二公主。
畢雅拉･賽提斯（Piarra Thetis，聲：澤城美雪）
在利巴雷家工作，克麗儂的歌唱老師。外表看來很溫柔賢淑，但其實是格鬥專家。

## 音樂
天使演唱會時代起
- 「旅行的合唱」
  - 主唱：瑟菲（堀江由衣）
  - 作詞：三輪恭子
  - 作曲・編曲：堺香子
- 「一句話的魔法」
  - 主唱：瑟菲（堀江由衣）
  - 作詞：三輪恭子
  - 作曲・編曲：堺香子
- 「睡前的心電感應」
  - 主唱：瑟菲（堀江由衣）
  - 作詞：栗原薫
  - 作曲・編曲：堺香子
- 「毛毯般的溫暖」
  - 主唱：瑟菲（堀江由衣）
  - 作詞：三輪恭子
  - 作曲・編曲：堺香子
- 「心中的冒險」）
  - 主唱：瑟菲（堀江由衣）
  - 作詞：三輪恭子
  - 作曲・編曲：堺香子
- 「就要來臨的羅曼史」
  - 主唱：瑟菲（堀江由衣）
  - 作詞：栗原薫
  - 作曲・編曲：堺香子
- 「Premonition」
  - 主唱：瑟菲（堀江由衣）
  - 作詞：三輪恭子
  - 作曲・編曲：堺香子
- 「My sweet darling」
  - 主唱：克麗儂（田村由香里）
  - 作詞：三輪恭子
  - 作曲・編曲：堺香子
- 「Myself・Yourself」（同時為片尾曲）
  - 主唱：瑟菲／瑟菲＆克麗儂／克麗儂
  - 作詞：三輪恭子
  - 作曲・編曲：堺香子

PS2 ＆XBOX 時代／天使協奏曲新增歌曲
- 「Angel Pride」（片頭曲；非彈奏曲）
  - 主唱：田村由香里
  - 作詞：三井ゆきこ
  - 作曲：cota
  - 編曲：広瀬充寿
- 「Melody Flower」（片尾曲；非彈奏曲）
  - 主唱：田村由香里
  - 作詞：三井ゆきこ
  - 作曲：cota
  - 編曲：広瀬充寿
- 「安詳的森林」
  - 主唱：莉安（水樹奈奈）／畢雅拉（澤城美雪）
  - 作詞：大九明子
  - 作曲・編曲：伊豆一彦
- 「愛的巧克力戚風蛋糕」
  - 主唱：莉安（水樹奈奈）／畢雅拉（澤城美雪）
  - 作詞：大九明子
  - 作曲・編曲：伊豆一彦
- 「紅紅的花～THE WILD FLOWER～」
  - 主唱：莉安（水樹奈奈）／畢雅拉（澤城美雪）
  - 作詞：大九明子
  - 作曲・編曲：伊豆一彦

## 外部連結
- 工畫堂工作室 （页面存档备份，存于）（日語）
- 天使演唱會PS2、XBOX版官方網頁 （页面存档备份，存于）（日語）